# Riksdagen 1624
Riksdagen 1624 ägde rum i Stockholm.
Ständerna sammanträdde i början av mars 1624. 
Riksdagen beslutade om en jordrefning i hela riket, vilket innebar en översyn av alla skattepliktiga hemman och uppgörande av jordebok för dessa. 
En förnyad landtågsgärd samt en förnyad och fördubblad boskapsskatt beviljades.
Riksdagen avslutades i början av april 1624.